# باكليتاكسيل
في 1988 توصل الباحثون في جامعة جونز هوبكنز إلى أن تاكسول taxol ، وهو مركب
محضر من لحاء شجر الطقسوس بالمحيط الهادي ، يمكن أن يفيد النساء المصابات
بسرطان حاد في المبيض. كما اقترح الباحثون سنة 1991 في مركز أندرسون
للسرطان في هيوسطن أن مادة تاكسول يمكن أن تفيد السيدات المصابات بسرطان
الثدي أيضاً. في دراسات تمت على 25 سيدة مصابة بسرطان متقدم في الثدي ولم
تتمكن من الاستجابة للعلاج الكيمائي، شعر غالبية السيدات بانكماش الورم
بعد تسع شهور من العلاج التجريبي.

## معرض صور

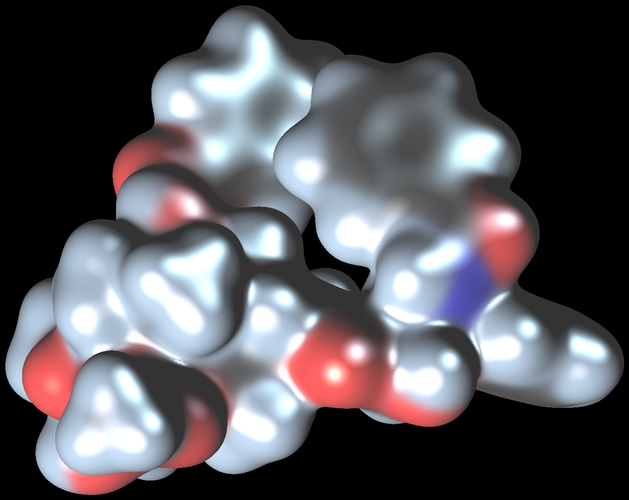
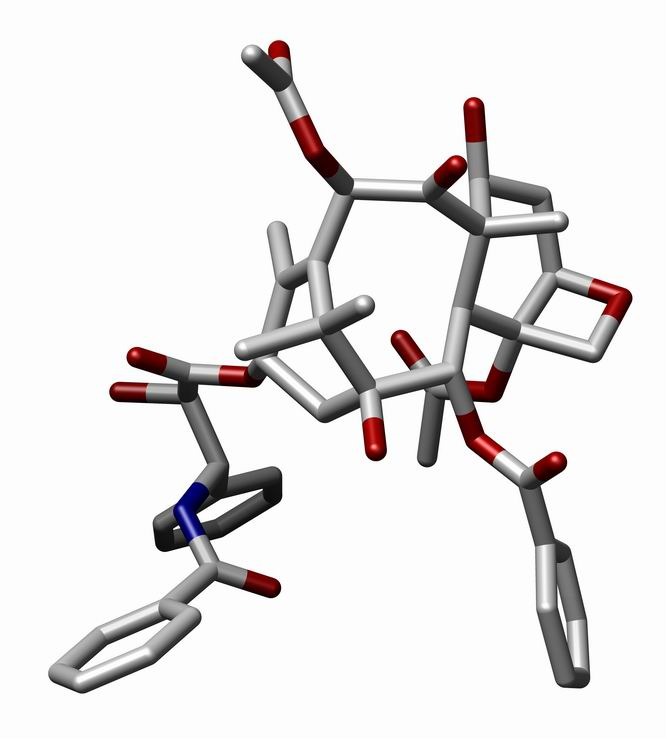

## روابط خارجية
- NCI Drug Information Summary for Patients.
- NCI Drug Dictionary Definition
- Molecule of the Month: TAXOL by Neil Edwards, جامعة برستل.
- A Tale of Taxol from جامعة ولاية فلوريدا.
- Berenson، Alex (1 أكتوبر 2006). "Hope, at $4,200 a Dose". نيويورك تايمز. مؤرشف من الأصل في 2009-08-16. اطلع عليه بتاريخ 2007-03-31.
- U.S. National Library of Medicine: Drug Information Portal - Paclitaxel